# Sport Club Marsala 1976-1977
Questa pagina raccoglie i dati riguardanti lo Sport Club Marsala nelle competizioni ufficiali della stagione 1976-1977.

## Rosa
| N. |                   | Ruolo | Calciatore             |
| -- | ----------------- | ----- | ---------------------- |
|    | Italia (bandiera) | C     | Luigi Alpini           |
|    | Italia (bandiera) |       | Bellotto               |
|    | Italia (bandiera) |       | Calderone              |
|    | Italia (bandiera) |       | Capasso                |
|    | Italia (bandiera) | A     | Carmelo Cassarino      |
|    | Italia (bandiera) | D     | Maurizio Cozzi         |
|    | Italia (bandiera) | C     | Giuseppe Dell'Era      |
|    | Italia (bandiera) | P     | Paolo De Marco         |
|    | Italia (bandiera) | D     | Fernando Iazzolino     |
|    | Italia (bandiera) | D     | Silvio Violante Iozzia |
|    | Italia (bandiera) | A     | Enrico Lattuada        |

| N. |                   | Ruolo | Calciatore           |
| -- | ----------------- | ----- | -------------------- |
|    | Italia (bandiera) | C     | Pietro Lo Monaco     |
|    | Italia (bandiera) | A     | Massimo Marcheggiani |
|    | Italia (bandiera) | C     | Ilario Monterisi     |
|    | Italia (bandiera) | C     | Antonino Palermo     |
|    | Italia (bandiera) | A     | Marcello Pitino      |
|    | Italia (bandiera) | C     | Lino Sala            |
|    | Italia (bandiera) | A     | Roberto Sorrentino   |
|    | Italia (bandiera) | C     | Giuseppe Trotta      |
|    | Italia (bandiera) | A     | Gaspare Umile        |
|    | Italia (bandiera) | C     | Felice Vermiglio     |